# Студян
Студян (пол. Studzian) — розташоване на Закерзонні село в Польщі, у гміні Переворськ Переворського повіту Підкарпатського воєводства.
Населення — 1566 осіб (2011).

## Історія
Село вперше згадане в 1394 р. у привілеї переворському кляштору (римо-католицькому монастирю) меховитів на закріпачення ряду сіл, серед яких був і Студян. Так була розпочата колоніальна політика асиміляції українців. Село знаходилося до 1772 р. в Перемишльській землі Руського воєводства.
У 1772—1918 р. — у складі Австрійської імперії. У 1868 р. в селі Студян було 12 греко-католиків, які належали до парохії Миротин Каньчуцького деканату Перемишльської єпархії. На той час унаслідок півтисячоліття латинізації та полонізації українці лівобережного Надсяння опинилися в меншості.
Відповідно до «Географічного словника Королівства Польського» в 1880 р. село знаходилося в Ланцутському повіті Королівства Галичини і Володимирії, було 146 будинки і 763 мешканці, з них 747 римо-католиків, 2 греко-католики і 14 юдеїв.
У 1937 р. в селі проживало 7 українців-грекокатоликів, які належали до парохії Миротин Лежайського деканату Перемишльської єпархії. Село входило до ґміни Переворськ Переворського повіту Львівського воєводства. Українська меншина села не могла чинити спротив хвилі антиукраїнського терору і державного етноциду після Другої світової війни.
У 1975-1998 роках село належало до Перемишльського воєводства.

## Демографія
Демографічна структура станом на 31 березня 2011 року:
|          | Загалом | Допрацездатний вік | Працездатний вік | Постпрацездатний вік |
| -------- | ------- | ------------------ | ---------------- | -------------------- |
| Чоловіки | 747     | 155                | 523              | 69                   |
| Жінки    | 819     | 168                | 470              | 181                  |
| Разом    | 1566    | 323                | 993              | 250                  |